# Sông Iriri

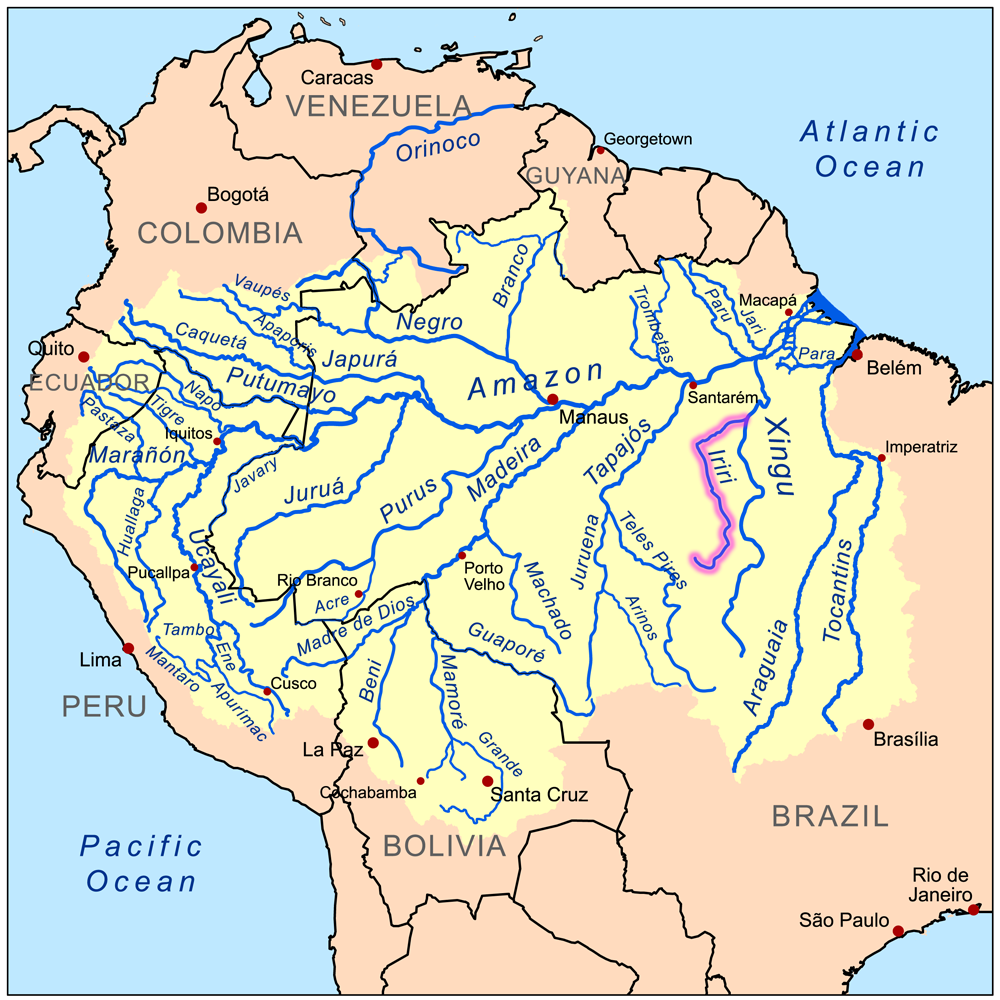
Bản đồ bồn địa Amazon với sông Iriri được tô đậm

Sông Iriri là một chi lưu chính của sông Xingu tại Brasil, thuộc bang Pará. Sông có chiều dài 1.300 km (810 mi) và là sông dài thứ 116 trên thế giới (cùng với sông Krishna, Ấn Độ) và là sông dài thứ 15 trong bồn địa Amazon. Đầu nguồn sông là nơi sinh sông của người Panará.